# 푸젠 토루
푸젠 토루(중국어: 福建土楼)는 흙으로 다져 굳힌 하카인과 푸젠성 남서 다른 산악 지방의 흙 건축물이다. 이것들은 대부분 12세기에서 20세기에 걸쳐 만들어진 건축물이다.

## 용어
1980년에 푸젠 토루는 다양하게 불렸다. 하카 토루, ‘땅집’ 또는 단순히 토루라고도 불렸다. 1990년 이후로 중국 건축학자들은 푸젠 토루라고 용어를 통일하였다.

## 개요
토루는 보통 크게 에워 싼 건축물이다. 사각형이나 원형을 가지며, 매우 두껍고 무게가 나가는 흙벽과 나무 골조로 지지를 하며 2층에서 5층의 높이로 쌓는다. 이 흙건축물은 하나의 문을 가지며, 10 cm 정도 두께의 문을 단다. 맨 꼭대기에는 비적을 방어하기 위한 총구를 만들어 두어 방어용의 목적도 가진다.
하카족의 토루는 '하늘은 둥글고 땅은 네모나다'는 고대 중국의 우주관이 반영되어 있으며, 건물의 가운데가 뻥 뚫린 원형의 건물이 들어서 있고, 뻥 뚫린 곳에서는 주로 식량 창고나 주민들이 축제를 여는 공간으로 사용한다. 가장자리는 아파트 형식으로 되어 있어서 여러 사람들이 모여 살았으며, 4층 또는 5층 등의 여러 층이 있으며, 1층은 주방과 욕실 2층은 거실 3-5층은 침실 공간이였기 때문에 대가족이 함께 살 수 있었다.
추시 토루군(初溪土楼群)과 톈뤄컹 토루군(田螺坑土楼群), 허컹 토루군(河坑土楼群), 훙컹 토루군(洪坑土楼群), 가오베이 토루군(高北土楼群), 다디 토루군(大地土楼群), 옌샹루(衍香楼), 후이우안루(怀远楼), 전푸루(振福楼), 허구이루(和贵楼)가 전통거주와 방어 등의 특별한 예로 2008년 유네스코 세계유산으로 등록되었다.

## 같이 보기
- 중국의 세계유산